# Beninisch-portugiesische Beziehungen
Die beninisch-portugiesischen Beziehungen beschreiben das zwischenstaatliche Verhältnis von Benin und Portugal. Die Länder unterhalten seit 1977 direkte diplomatische Beziehungen.
Ende des 15. Jahrhunderts waren Portugiesen die ersten Europäer in der Region des heutigen Benins. Mit São João Baptista d’Ajudá bestand hier noch bis 1961 eine portugiesische Besitzung, deren Annexion 1961 den Auftakt der Entkolonialisierung des Portugiesischen Kolonialreichs markierte. Die Portugiesen brachten auch als erste Kenntnisse über die hiesige Kultur nach Europa und handelten Kunstgegenstände ein. Die afro-portugiesischen Elfenbeintrompeten zeugen im Gegenzug von portugiesischen Einflüssen auf die hiesige Kultur.
Im Jahr 2015 waren 12 Staatsbürger Benins in Portugal gemeldet, während ein Portugiese im Jahr 2008 konsularisch in Benin gemeldet war.

## Geschichte

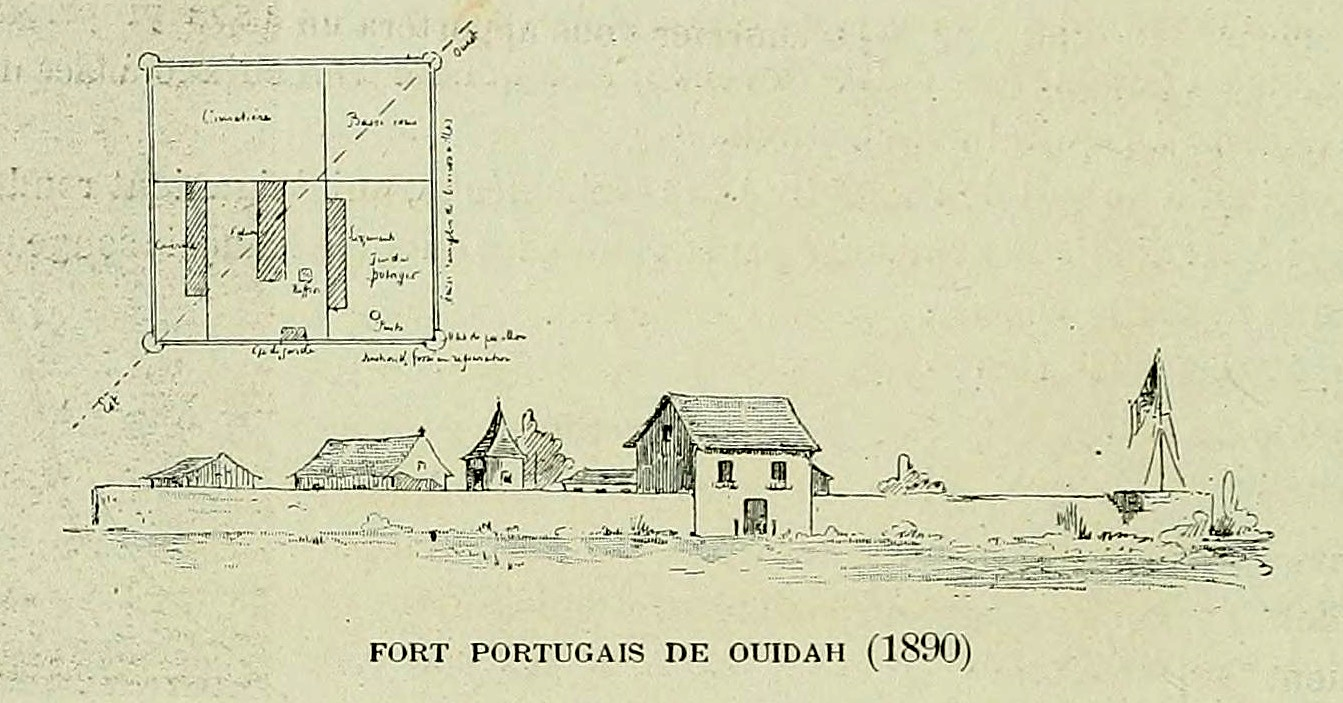
Die portugiesische Festung São João Baptista d’Ajudá um 1890

Als erste Europäer erreichten portugiesische Seefahrer um 1472 die Bucht von Benin. Sie waren beeindruckt von den Kunstschätzen, die sie dort sahen, insbesondere die Werke aus Bronze, Elfenbein, Holz und Terrakotta. Der politisch bedeutendste Staat der Region war das Königreich Benin. Vor allem zwischen Benin und Portugal entwickelten sich danach vielfältige politische, diplomatische und Handelsbeziehungen. Sie waren die bedeutendsten in der Region zwischen Volta und Niger, die danach als Sklavenküste bekannt wurde, und in der Portugal intensive Aktivitäten entwickelte.
Wichtigstes Handelsgut waren hier Sklaven, die das Königreich Benin in seinen Kriegen erbeutete und an die Portugiesen verkaufte, die sie dann an ihr 1482 gegründetes Fort São Jorge da Mina an der Portugiesischen Goldküste (heute Ghana) brachten und von dort vor allem gegen Gold weiter eintauschten. Zu den wichtigsten portugiesischen Häfen im heutigen Benin zählten Ouidah und Porto-Novo.

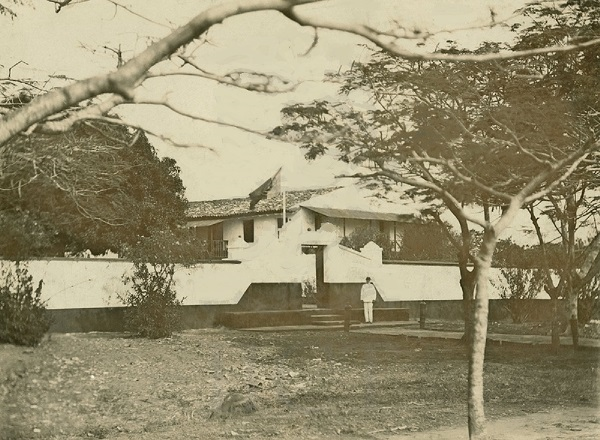
Die portugiesische Festung im Jahr 1917

Aus diesen Kontakten entwickelte sich im 16. Jahrhundert ein Dreieckshandel zwischen Portugal, Afrika und Brasilien, welcher mit zunehmender Konkurrenz durch Niederländer, Franzosen und Engländer in einen direkten Handel zwischen der Küste Brasiliens und der Bucht von Benin überging. Insbesondere seit der Flucht des portugiesischen Königshauses nach Brasilien und der Einrichtung der Hauptstadt des Portugiesischen Weltreichs in Rio de Janeiro Anfang des 19. Jahrhunderts muss hier von einer direkten Beziehung zwischen Brasilien und Afrika gesprochen werden. Vor allem der französische Ethnologe Pierre Fatumbi Verger untersuchte diese Beziehung und dabei besonders die Umsiedlung von Menschen zwischen der Sklavenküste und Brasilien, sowohl im Handel von der Sklavenküste in Richtung Brasilien, als auch in der Rückkehr vieler ehemaliger Sklaven dorthin im Verlauf der Abschaffung der Sklaverei im 19. Jahrhundert.
Aus dieser Zeit stammen eine Reihe noch heute bestehender Familiennamen in der Region, u. a. da Silva, da Costa, da Rocha, de Souza, d’Almeida, dos Santos, Marinho, Martins und Olympio. Auch der Ortsname der Hafenstadt Porto-Novo geht auf die Portugiesen zurück.
Im 19. Jahrhundert wurde Benin dann französische Kolonie, die kleine portugiesische Exklave bei Ouidah um das vermutlich 1680 errichtete Fort von Ajudá blieb jedoch weiterhin portugiesisch.

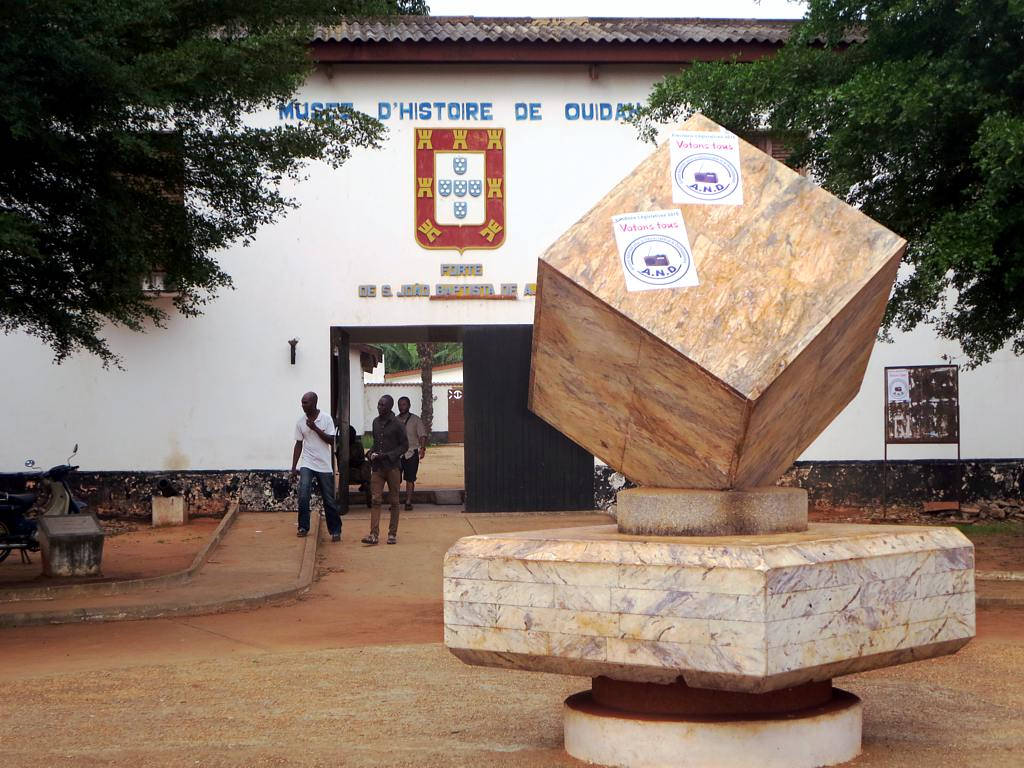
Eingang zum Fort São João Baptista d’Ajudá, seit den 1980er Jahren mit portugiesischer Hilfe renoviert

1960 wurde der heutige Benin als Republik Dahomey unabhängig und besetzte 1961 die portugiesische Exklave. Das portugiesische Salazar-Regime erkannte die Annexion nicht an und protestierte, verhielt sich ansonsten aber passiv.
Freundschaftliche Beziehungen zwischen Benin und Portugal entwickelten sich erst nach dem Ende der kolonialen Estado-Novo-Diktatur durch die linksgerichtete Nelkenrevolution 1974. Die neue portugiesische Regierung beendete danach die Portugiesischen Kolonialkriege, entließ seine bisherigen Kolonien 1975 in die Unabhängigkeit und richtete seine internationalen Beziehungen neu aus. Dabei erkannte Portugal 1975 auch die Annexion der Exklave von Ajudá an.
Am 21. Juli 1977 ging das nunmehr demokratische Portugal diplomatische Beziehungen zu Benin ein. Gegenseitige Botschaften richteten die beiden Länder danach nicht ein.
Das portugiesische Fort von Ajudá, das die Regierung Dahomeys bereits 1967 in das historische Museum von Ouidah umwandelte, wurde in den 1980er Jahren mit portugiesischer Hilfe renoviert.

## Diplomatie
Portugal unterhält keine eigene Botschaft in Benin, das Land gehört zum Amtsbezirk der portugiesischen Botschaft in der nigerianischen Hauptstadt Abuja. Auch Konsulate hat Portugal keine in Benin eingerichtet.
Benin hat ebenfalls keine eigene Botschaft in Portugal, zuständig ist die beninische Vertretung in Rom. In der portugiesischen Hauptstadt Lissabon besteht ein Konsulat Benins.

## Wirtschaft

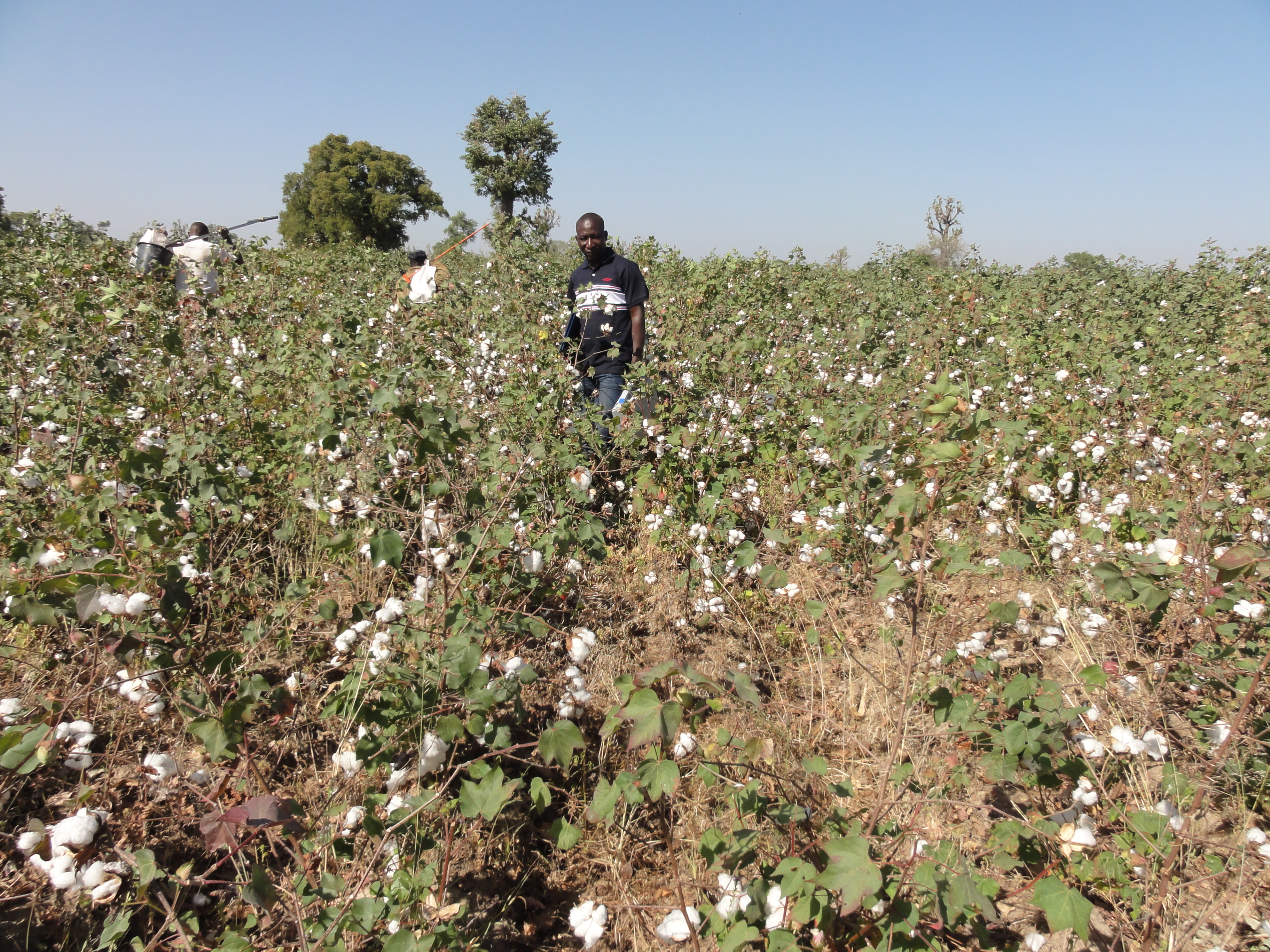
Baumwollanbau bei Malanville, Hauptexportgut Benins

Die portugiesische Außenhandelskammer AICEP unterhält keine Niederlassung in Benin, zuständig ist das AICEP-Büro in der nigerianischen Hauptstadt Abuja.
Im Jahr 2016 exportierte Portugal Waren im Wert von 9,575 Mio. Euro nach Benin (2015: 6,466 Mio.; 2014: 6,792 Mio.; 2013: 9,191 Mio.; 2012: 5,963 Mio.), davon 71,0 % Minerale und Erze (besonders Zement und Fertigteile aus Beton), 12,8 % Papier und Zellulose, 6,5 % Lebensmittel und 4,3 % Maschinen und Geräte.
Im gleichen Zeitraum lieferte Benin Waren im Wert von 1,303 Mio. Euro an Portugal (2015: 3,283 Mio.; 2014: 3,473 Mio.; 2013: 2,539 Mio.; 2012: 7,342 Mio.), ausschließlich Roh-Baumwolle.
Damit stand Benin für den portugiesischen Außenhandel an 101. Stelle als Abnehmer und an 129. als Lieferant, für den beninischen Außenhandel rangierte Portugal an 30. Stelle als Abnehmer und an 33. Stelle als Abnehmer.

## Sport
Die Beninische und die Portugiesische Fußballnationalmannschaft der Männer haben bisher noch nicht gegeneinander gespielt, auch die der Frauen nicht (Stand August 2022).
Gelegentlich treten beninische Fußballer auch bei portugiesischen Vereinen an, darunter Nationalspieler wie Djiman Koukou und Nationaltorhüter Fabien Farnolle.